# Vanguardia Nacional del Pueblo
La Vanguardia Nacional del Pueblo fue un partido político chileno creado en 1958 por la fusión de tres agrupaciones ligadas al mundo del trabajo y a la izquierda.

## Historia
Al fundarse la Vanguardia Nacional del Pueblo, se reunieron tres agrupaciones políticas menores: el Partido del Trabajo, la Alianza Nacional de Trabajadores e Intransigencia Radical Antiimperialista. Su líder fue Baltazar Castro, escritor, autor de obras como Sewell y Mi camarada padre.
En una declaración oficial, el nuevo partido señaló que surgía: Para ser la voz de los trabajadores manuales e intelectuales que ansían emprender una lucha sin tregua contra las caducas y traidoras clases dominantes, contra el prepotente imperialismo norteamericano y contra la oligarquía capitalista.
Muchos de sus miembros originariamente habían pertenecido al Partido Socialista pero negaban ser marxistas. Cuando la Vanguardia Nacional del Pueblo  se constituyó hubo la siguiente declaración: “Más fuerte que la energía del átomo es la incontenible fuerza explosiva que conduce a las masas populares de toda la tierra a liberarse de la opresión política, de la explotación económica, de la injusticia social o de la guerra de destrucción. Esa fuerza se expresa en una palabra: Socialismo”. En 1960, al suscribir un documento oficial, el Partido declaró ser “Nacionalista” y “Socialista”.
En las elecciones parlamentarias de 1961, la Vanguardia Nacional del Pueblo eligió como senador por las provincias de O'Higgins y Colchagua a Baltazar Castro. Este fue el líder del partido, pero en los últimos años de existencia su presidente fue Humberto Mewes, quien se desempeñó como contralor general de la República, entre 1946 y 1952.
El partido se integró en 1958 al  Frente de Acción Popular (FRAP) y en tal carácter apoyó en las elecciones  presidenciales de 1964 la candidatura del senador socialista Salvador Allende. En las elecciones parlamentarias de 1965, la Vanguardia Nacional del Pueblo obtuvo una exigua votación y su líder Baltazar Castro se afilió a los independientes freístas.

## Resultados electorales

### Elecciones parlamentarias
|  | 2,82 % |

|  | 0,25 % |

### Elecciones municipales
| Elección | Votos  | % de votos      | Regidores |
| -------- | ------ | --------------- | --------- |
| 1963     | 2365   | \| \| 0,12 % \| | 3/1600    |
|          | 0,12 % |                 |           |